# مارتن إل. بايبس
مارتن إل. بايبس (بالإنجليزية: Martin L. Pipes)‏ هو قاضي وسياسي أمريكي، ولد في 21 سبتمبر 1850 في الولايات المتحدة، وتوفي في 15 يوليو 1932 في نفس البلد. انتخب عضو مجلس نواب أوريغون.